# Голяма джамия (Джене)
Голямата джамия в Джене (на френски: Grande mosquée de Djenné; на арабски: الجامع الكبير في جينيه) е най-голямата сграда от кирпич в света, смятана от много архитекти за най-голямото постижение на Судано-сахелския архитектурен стил, макар и с определено ислямско влияние. Джамията се намира в град Джене, Мали, в алувиалната равнина на река Бани. Първата джамия на това място е построена през 13 век, но сегашната сграда датира от 1907 г. Освен център на религиозната общност на Джене, джамията е и една от най-известните забележителности на Африка. Заедно с целия град, тя е обявена през 1988 г. от ЮНЕСКО за част от Световното културно и природно наследство.

## История
Голямата джамия е необичайна сред джамиите в Западна Африка с това, че мястото, на което е построена, преди това не е било свещено, а там е имало дворец. Повечето останали джамии са построени на местата на конични кирпичени или каменни съоръжения, символизиращи духовете на предците. Някои изследователи на ислямската архитектура считат, че впоследствие тези форми са интегрирани в архитектурата на джамиите в Мали, като Голямата джамия е най-известният пример.
На мястото има джамия от построяването на първоначалната сграда, поръчано от Кои Кунборо през 1240 г., още преди разцвета на Джене при империите Мали и Сонгай. Амаду Лобо, който превзема Джене през Тукулорската война, нарежда оригиналната джамия да бъде разрушена през 1834 г. Той счита, че първоначалната сграда, която е преустроен дворец, е прекалено пищна. Единствената оцеляла част е ограденото гробище на местните видни личности. Копие на оригинала е завършено към 1896 г., но впоследствие отново е разрушено, за да бъде построена сегашната сграда.
Строителството на сегашната Голяма джамия започва през 1906 г. и вероятно е завършено през 1907 или 1909 г. Строителството е ръководено от водача на зидарската гилдия в Джене, Исмаила Траоре. По това време Джене е част от колонията Френска Западна Африка и французите вероятно оказват политическа и икономическа подкрепа за строителството, както на джамията, така и на близкото медресе.
В много джамии в Мали са добавени електрическа и водопроводна инсталация. В някои случаи оригиналните стени са покрити с плочки, променяйки историческия вид, а понякога дори е нарушена конструктивната цялост на сградите. Когато Голямата джамия е оборудвана с озвучителна система, гражданите на Джене се противопоставят на модернизацията в полза на историческия вид на сградата.
Голямата джамия е затворена за немюсюлмани след инцидент с модни снимки на покрива и в залата за молитви, приети за нарушение на предишно споразумение с местните лидери.

## Конструкция
Стените на Голямата джамия са изградени от печени на слънце глинени тухли, наричани ферей и глинен хоросан. Покрити са с мазилка от глина, която придава гладкия изваян вид на сградата. Стените са дебели между 41 и 61 cm. Дебелината е различна в различните части на стената – по-високите участъци са по-дебели, за да поддържат по-голямото тегло. Снопове палмови клони са вградени в сградата, за да намалят напукването, предизвиквано от рязката промяна във влажността и температурата, както и за да се използват като готово скеле за годишните ремонти. Стените изолират сградата от топлината през деня и до вечерта поглъщат достатъчно топлина, за да поддържат джамията топла през нощта. Улуците от керамични тръби се издават навън от покрива и насочват водата далече от стените.
Молитвената стена (кибла) на Голямата Джамия е обърната на изток към Мека и гледа към градския пазар. Централен елемент на киблата са трите широки четвъртити минарета, издаващи се от главната стена, поддържана от осемнайсет контрафорса. Всяко минаре има вити стълби, стигащи до покрива, завършващи с коничен купол с щраусово яйце на върха.
Половината от джамията е покрита с покрив, а другата представлява открит молитвен двор. Покривът се поддържа от деветдесет дървени колони във вътрешната молитвена зала. Вентилационните отвори на покрива са покрити с керамични капаци, позволяващи издигането на топлия въздух от сградата и проветряването на вътрешността. Молитвеният двор се намира зад покритата част и е ограден от север, запад и юг със стени. Той е ограден с аркада от вътрешната страна на стените. Вътрешната стена на аркадата е накъсана от дъговидни отвори с височина 15 m, позволяващи преминаването между двора и аркадата.
Повредите от водата, най-вече при наводнения, са основно съображение за Траоре при планирането на строежа. Годишното прииждане на река Бани превръща Джене в остров, а необичайно високи води дори заливат части от града. Голямата джамия е построена на издигната платформа с площ около 5600 m², която я предпазва и от най-силните наводнения.

## Културно значение
По време на уникалния ежегоден фестивал цялата общност на Джене взима активно участие в поддръжката на джамията. Извън музиката и храната, основната цел е поправката на щетите, нанесени на джамията през изминалата година (най-вече ерозия, предизвикана от дъждовете, и напукване от промените в температурата и влажността). В дните преди празника в специални ями се подготвя глинена мазилка. Тя може да престои няколко дни, но трябва периодично да се разбърква, задача, възлагана обикновено на малките момчета, които си играят в сместа, разбърквайки съдържанието. Мъжете се изкачват по вграденото скеле на джамията и по стълби от палмово дърво, за да размажат мазилката по стените на джамията.
Друга група мъже пренася мазилката от ямите до работниците по джамията. В началото на празника се провежда състезание за бързо пренасяне на мазилка до джамията. Жените и момичетата носят вода до ямите преди празника и на работниците по време на ремонта. Членовете на зидарската гилдия на Джене ръководят работата, докато възрастните, които вече са участвали многократно във фестивала, седят на почетно място на пазарния площад, наблюдавайки събитието.
Оригиналната джамия е един от най-важните ислямски образователни центрове в Африка през Средновековието. Хиляди ученици изучанат Корана в медресето на Джене. Историческият квартал на Джене, заедно с джамията, са обявени през 1988 г. от ЮНЕСКО за част от Световното културно и природно наследство. Макар че има много джамии, по-стари от сегашното ѝ превъплъщение, Голямата джамия остава най-забележителния символ както на град Джене, така и на Мали.